# Giro de Italia 1927
La 15.ª edición del Giro de Italia se disputó entre el 15 de mayo y el 6 de junio de 1927, con un recorrido de 15 etapas y 3758 km, que el vencedor completó a una velocidad media de 25,847 km/h. La carrera comenzó y terminó en Milán.
Tomaron la salida 266 participantes, todos italianos, de los cuales 80 terminaron la carrera. 
En esta edición la filosofía de carrera fue algo diferente a las anteriores. En el mismo tiempo de carrera que ediciones previas, se añaden 3 etapas más y se reducen los días de descanso. A consecuencia de ello, las etapas son más cortas (solo una sobrepasaba los 300 km).
Alfredo Binda se impuso con autoridad, manteniendo el liderato de principio a fin y ganando 12 de las 15 etapas, un récord no superado en la carrera italiana. Giovanni Brunero, ganador el año anterior, fue segundo, y Antonio Negrini, tercero.
Esta fue la última participación en el Giro de Giovanni Rossignoli, virtual vencedor de la primera edición del Giro; a sus 45 años, finalizó 44.º a más de 7 horas de Binda.

## Etapas
| Etapa      | Fecha     | Recorrido             | Distancia (km) | Ganador             | Líder         |
| ---------- | --------- | --------------------- | -------------- | ------------------- | ------------- |
| 1.ª etapa  | 15 de may | Milán – Turín         | 288            | Alfredo Binda       | Alfredo Binda |
| 2.ª etapa  | 17 de may | Turín – Reggio Emilia | 321            | Alfredo Binda       | Alfredo Binda |
| 3.ª etapa  | 19 de may | Reggio Emilia – Lucca | 207            | Alfredo Binda       | Alfredo Binda |
| 4.ª etapa  | 20 de may | Lucca – Grosseto      | 240            | Domenico Piemontesi | Alfredo Binda |
| 5.ª etapa  | 22 de may | Grosseto – Roma       | 257,6          | Alfredo Binda       | Alfredo Binda |
| 6.ª etapa  | 23 de may | Roma – Nápoles        | 256,8          | Alfredo Binda       | Alfredo Binda |
| 7.ª etapa  | 24 de may | Nápoles – Avellino    | 153,4          | Alfredo Binda       | Alfredo Binda |
| 8.ª etapa  | 26 de may | Avellino – Bari       | 271,8          | Alfredo Binda       | Alfredo Binda |
| 9.ª etapa  | 27 de may | Bari – Campobasso     | 243,6          | Alfredo Binda       | Alfredo Binda |
| 10.ª etapa | 29 de may | Campobasso – Pescara  | 220,2          | Alfredo Binda       | Alfredo Binda |
| 11.ª etapa | 30 de may | Pescara – Pesaro      | 218            | Arturo Bresciani    | Alfredo Binda |
| 12.ª etapa | 1 de jun  | Pesaro – Treviso      | 305,6          | Alfredo Binda       | Alfredo Binda |
| 13.ª etapa | 2 de jun  | Treviso – Trieste     | 208,2          | Giovanni Brunero    | Alfredo Binda |
| 14.ª etapa | 4 de jun  | Trieste – Verona      | 275,6          | Alfredo Binda       | Alfredo Binda |
| 15.ª etapa | 6 de jun  | Verona – Milán        | 291,5          | Alfredo Binda       | Alfredo Binda |
| Total      | Total     | Total                 | 3758,3         |                     |               |

## Clasificaciones

### Clasificación general
| Clasificación general |                     |               |                   |
| Ciclista              | Ciclista            | Equipo        | Tiempo            |
| --------------------- | ------------------- | ------------- | ----------------- |
| 1.º                   | Alfredo Binda       | Legnano       | 144 h 15 min 35 s |
| 2.º                   | Giovanni Brunero    | Legnano       | + 27 min 24 s     |
| 3.º                   | Antonio Negrini     | Wolsit        | + 36 min 06 s     |
| 4.º                   | Ermanno Vallazza    | Legnano       | + 51 min 20 s     |
| 5.º                   | Giuseppe Pancera    | Berrettini    | + 54 min 29 s     |
| 6.º                   | Arturo Bresciani    | Bianchi       | + 1 h 10 min 03 s |
| 7.º                   | Egidio Picchiottino | Bianchi       | + 1 h 11 min 54 s |
| 8.º                   | Aleardo Simoni      | Ganna         | + 1 h 32 min 14 s |
| 9.º                   | Luigi Giacobbe      | Wolsit        | + 1 h 57 min 49 s |
| 10.º                  | Aristide Cavallini  | Independiente | + 2 h 05 min 44 s |

### Clasificación por equipos
| Clasificación por equipos |         |        |
| Equipo                    | Equipo  | Tiempo |
| ------------------------- | ------- | ------ |
| 1.º                       | Legnano | -      |